# Могила Есфири и Мардохея
Гробница Есфири и Мардохея (перс. آرامگاه استر و مردخای‎) — надгробие и помещение, построенное вокруг надгробия, расположенные там, где согласно традиции была погребена библейская царица Есфирь и её двоюродный брат Мардохей. Находится в иранском городе Хамадан, в древности известном как Экбатаны. На протяжении многих веков является важнейшим местом паломничества евреев Ирана.

## Описание
Усыпальница состоит из двух помещений. Первое представляет собой молельню, где вдоль стоят семисвечники, расставлены стулья, а в висящем на стене шкафу хранится огромная Тора. Во втором располагаются гробницы Эсфири и Мардохея. Первоначально их надгробные плиты были деревянными, но после обветшания и пожара они были заменены на традиционные иранские куполообразные надгробия, покрытые драгоценными тканями.
Согласно описаниям 1891 года гробницу венчал купол высотой 15 метров, украшенный голубыми изразцами, большинство из которых ныне опало, а поблизости от гробницы располагались захоронения уважаемых иудеев.
Согласно версии Стюарт Браун гробница вероятнее всего принадлежала не Эсфири, а Шошандухт, супруге еврейского происхождения сасанидского царя Йездигерда I (399—420 годы).

## Альтернативное расположение
Согласно другой традиции, возникшей в Средние века, захоронения Есфири и Мардохея расположены в галилейском местечке Кфар-Барам, неподалёку от кибуца Барам, расположенного вдоль северной границы Израиля с Ливаном
.

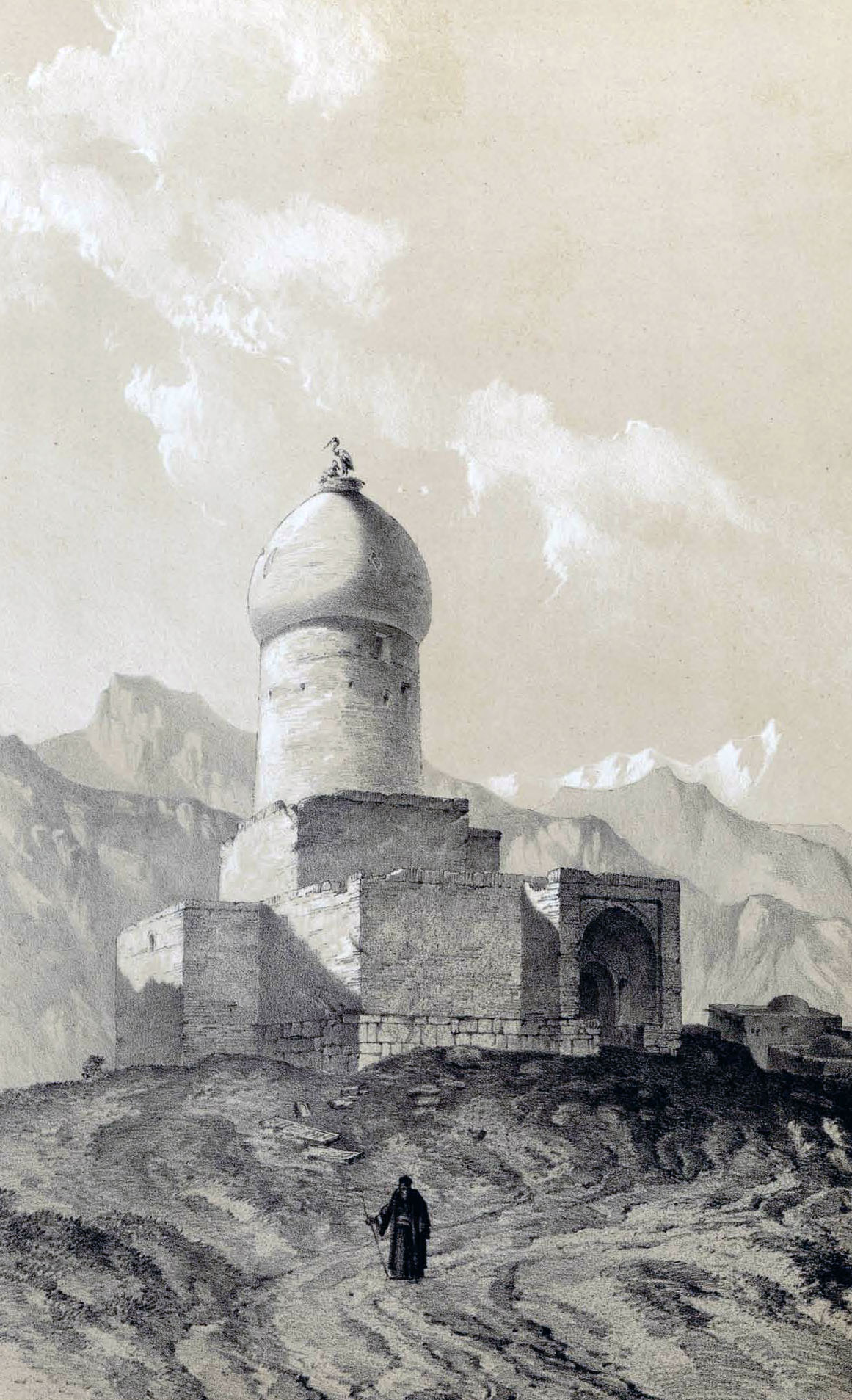
Эжен Фланден (1840)
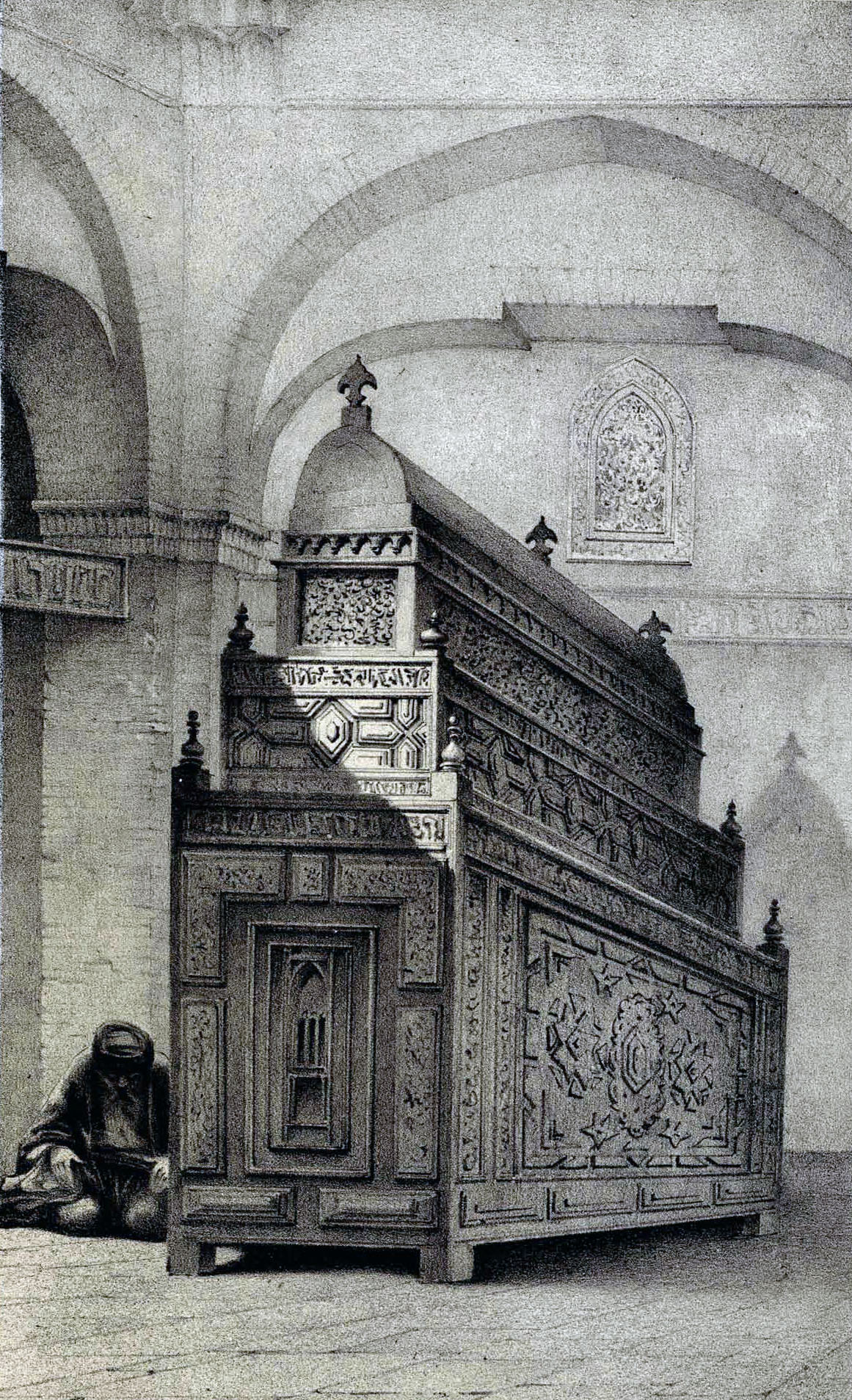
Эжен Фланден (1840)
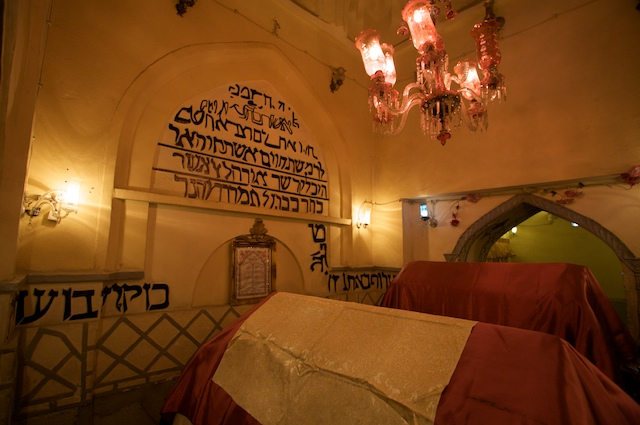
Интерьер (2008)